# Manuela Zinsberger

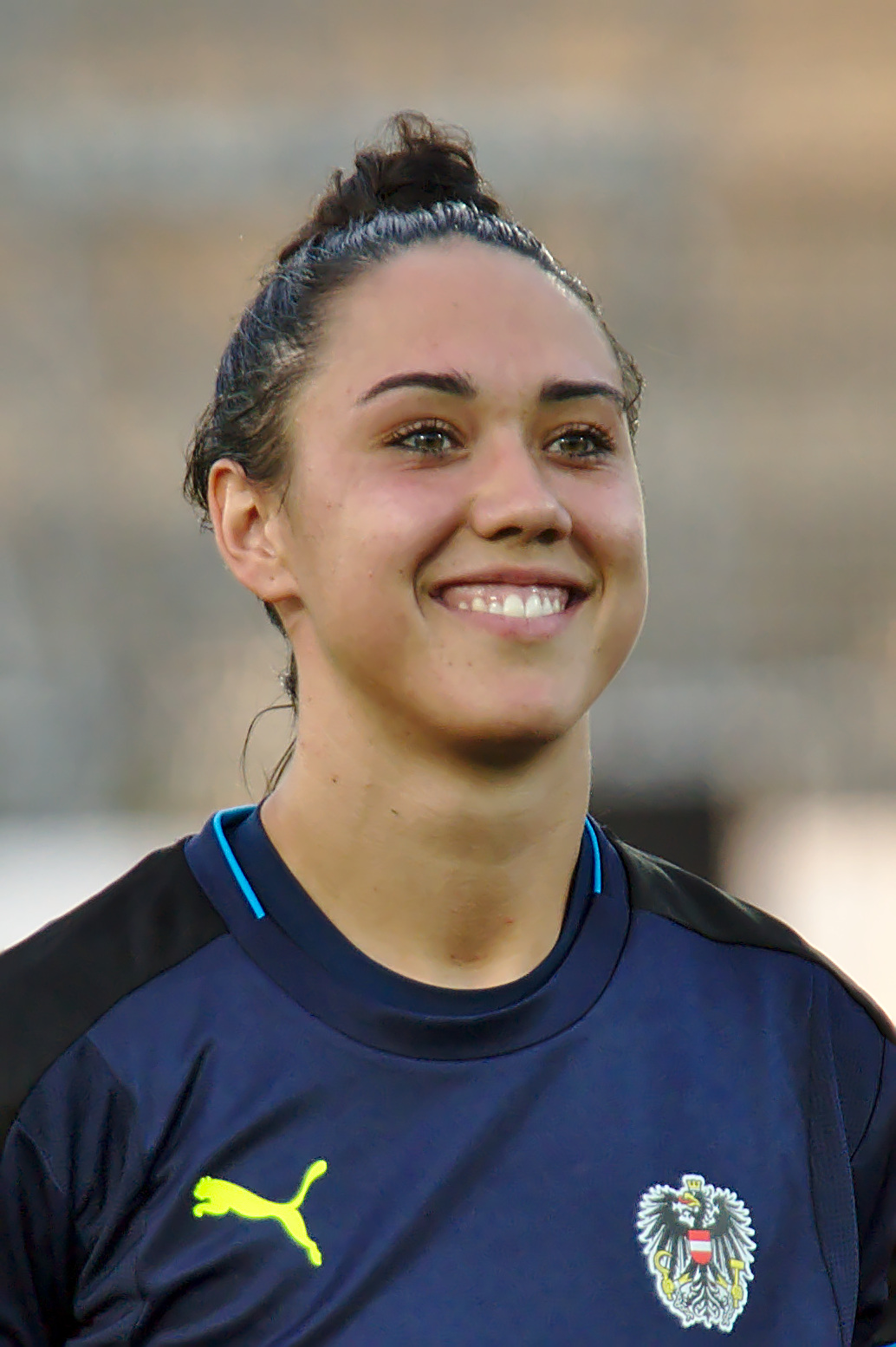
Manuela Zinsberger

Manuela Zinsberger, född den 19 oktober 1995 i Stockerau, är en österrikisk fotbollsspelare (målvakt) som spelar sedan maj 2019 i engelska högsta ligan Women's Super League för Arsenal WFC. Hon har tidigare spelat för Frauen-Bundesliga Bayern Munich 2014-2019. Hon har tidigare representerat den österrikiska klubben Neulengbach.

## Klubbmeriter
Manuela Zinsberger representerar Arsenal WFC sedan maj år 2019. Tidigare har hon spelat för Bayern Munich, där hon har varit med och vunnit två stycken ligatitlar, säsongerna 2014/2015 och 2015/2016. Säsongen 2016/2017 hamnade laget på en andra plats i ligan, vilket också innebar att man kvalificerade sig för Champions League för tredje året i rad.
Hon har även spelat i Neulengbach i österrikiska Frauenliga. Där har hon tre raka ligatitlar på meritlistan säsongerna 2011/2012-2013/2014, samt en vinst i den österrikiska cupen 2011/2012.

## Landslagsmeriter
Zinsberger var en del av det österrikiska landslag som debuterade i EM-sammanhang genom sin medverkan i 2017 års turnering i Nederländerna. Hon fick speltid i samtliga tre gruppspelsmatcher, mot Schweiz, Frankrike och Island samt i kvartsfinalen mot Spanien där hon även spelade en viktig roll i den avgörande straffläggningen. I semifinalen mot Danmark förlorade dock Österrike, trots en räddning av Zinsberger i den avgörande straffläggningen.